# Альма фон Гете
Альма фон Гете (нім. Alma Sedina Henriette Cornelia von Goethe; 29 жовтня 1827, Веймар — 29 вересня 1844, Відень) — онука Й. В. Гете, третя дитина Августа Гете і Оттілії фон Гете. Померла від тифу під час поїздки до Відня. 
Вважається, що образ Альми фон Гете відображений в скульптурі Австрії на однойменному віденському фонтані. Портрет Альми фон Гете писала Луїза Зейдлер. Альмі фон Гете присвятив один зі своїх віршів Франц Грільпарцер. 
Була похована у Відні, а в 1885 році прах був перевезений у Веймар.